# Њу Бронфелс (Тексас)
Њу Бронфелс (енгл. New Braunfels) град је у америчкој савезној држави Тексас. По попису становништва из 2010. у њему је живело 57.740 становника.

## Демографија
Према попису становништва из 2010. у граду је живело 57.740 становника, што је 21.246 (58,2%) становника више него 2000. године.
| Група             | 2000.          | 2010.          |
| Белци             | 22.793 (62,5%) | 35.132 (60,8%) |
| Афроамериканци    | 501 (1,4%)     | 1.081 (1,9%)   |
| Азијати           | 211 (0,6%)     | 595 (1,0%)     |
| Хиспаноамериканци | 12.599 (34,5%) | 20.230 (35,0%) |
| Укупно            | 36.494         | 57.740         |